# Dinotoperla uniformis
Dinotoperla uniformis is een steenvlieg uit de familie Gripopterygidae. De wetenschappelijke naam van de soort is voor het eerst geldig gepubliceerd in 1951 door Kimmins.